# Chixi, Yongtai
Chixi (kinesiska: 赤锡) är en socken i sydöstra Kina. Den ligger i Yongtai härad i provinshuvudstaden Fuzhou i provinsen Fujian, omkring 56 kilometer sydväst om centrala Fuzhou. Antalet invånare är 10 119. Befolkningen består av 4 536 kvinnor och 5 583 män. Barn under 15 år utgör 16,0 %, vuxna 15-64 år 73 %, och äldre över 65 år 10,0 %.